# Frías (Burgos)

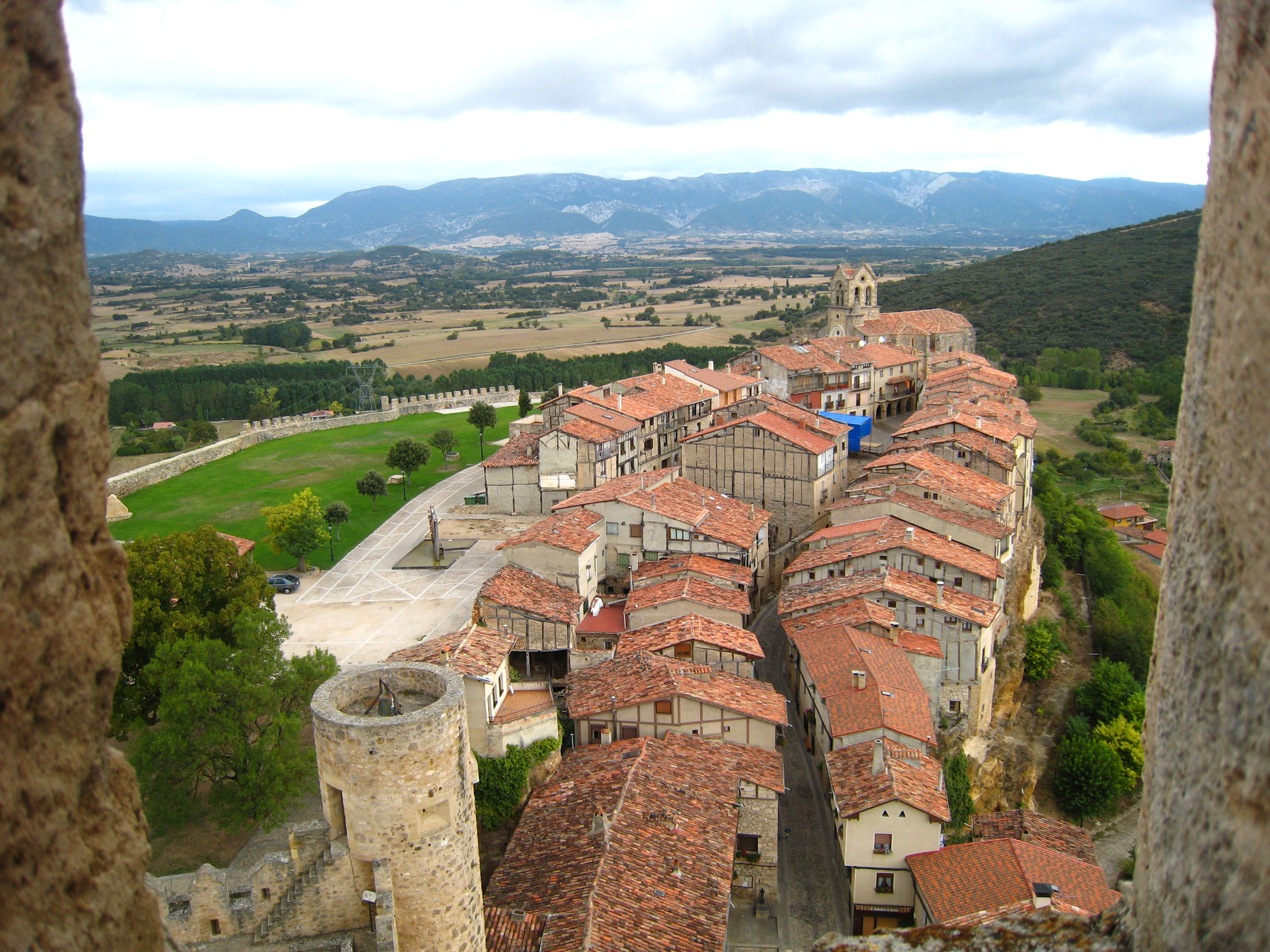
Frías – Blick von der Burg über den Ort

Frías ist ein Ort und eine Gemeinde mit 270 Einwohnern (Stand: 2024) in der nordspanischen Provinz Burgos in der Autonomen Gemeinschaft Kastilien-León. Aufgrund seines mittelalterlichen Ortsbildes wurde der Ort als Kulturgut (Bien de Interés Cultural) in der Kategorie Conjunto histórico-artístico anerkannt. Trotz seiner geringen Einwohnerzahl darf sich der Ort offiziell „Stadt“ (ciudad) nennen – Frías ist somit die kleinste Stadt Spaniens.

## Lage
Frías liegt am nordwestlichen Rand des Naturparks Montes Obarenes-San Zadornil auf einem etwa 550 Meter hohen Felsrücken (Cerro de La Muela) oberhalb des Río Molinar, der nur etwa einen Kilometer weiter östlich in den Ebro mündet. Frías ist knapp 80 Kilometer (Fahrtstrecke) in nordöstlicher Richtung von Burgos entfernt; die nächstgrößere Stadt ist Briviesca – sie befindet sich etwa 35 Kilometer südlich.

## Bevölkerungsentwicklung
| Jahr      | 1877  | 1900  | 1930  | 1950 | 1981 | 2014 |
| Einwohner | 1.372 | 1.120 | 1.004 | 864  | 335  | 272  |

Die Mechanisierung der Landwirtschaft und die damit verbundene erhöhte Arbeitslosigkeit sowie die gegenüber früheren Zeiten deutlich erhöhte Mobilität der Menschen haben im 20. Jahrhundert zu einem starken Bevölkerungsrückgang geführt.

## Wirtschaft
In früheren Jahrhunderten war Frías das handwerkliche und merkantile Zentrum einer Vielzahl von Einzelgehöften und kleinen Dörfern in seinem agrarisch geprägten Umland, in welchem heute überwiegend Gemüse angebaut wird. Die Mechanisierung der Landwirtschaft und die fehlende Nähe zu einer größeren Stadt haben in der zweiten Hälfte des 20. Jahrhunderts zu einem deutlichen Rückgang der Bevölkerung geführt.
Der Tages- und Wochenendtourismus sowie die Vermietung von Ferienhäusern (casas rurales) spielen mittlerweile eine bedeutende Rolle im Wirtschaftsleben des Ortes.

## Geschichte
Ungefähr 500 Meter flussabwärts der mittelalterlichen Brücke über den Ebro führte eine antike Römerstraße durch eine Furt. Die erste Erwähnung einer Burg stammt aus dem Jahr 867 – in diese Zeit fällt auch die Wiederbesiedlung (repoblación) der Gegend durch die von den Arabern und den mit ihnen verbündeten Berberstämmen nach Norden vertriebenen Christen. Im 11. Jahrhundert wurde Frías unter Sancho García kurzzeitig Bestandteil der Grafschaft Kastilien, geriet aber nach dessen Tod unter Sancho III. für einige Jahrzehnte in den Herrschaftsbereich des Königreichs Navarra. Im Jahre 1435 erhielt der Ort von Johann II. die Stadtrechte. Im weiteren Verlauf des 15. Jahrhunderts geriet der Ort unter die Einflusssphäre der ambitiösen Familie Velasco; im Jahre 1492 wurde von den Katholischen Königen Ferdinand und Isabella der erbliche Titel eines Herzogs von Frías geschaffen und an Bernardino Fernández de Velasco y Mendoza verliehen, dessen Nachfahren ihn bis zum Jahr 1986 innehatten.

## Sehenswürdigkeiten
- Die Ansicht der Oberstadt von Frías zieht viele Touristen an. Die zwei- oder dreigeschossigen Fachwerkhäuser (casas colgadas) auf der Südseite erheben sich direkt über den steil aufragenden Felswänden.
- Die Ruine der mittelalterlichen Burg (castillo) nimmt den westlichen Teil des Felsrückens ein, der früher nur über eine von Menschenhand geschaffene Felsspalte mit Hilfe einer Zugbrücke zu erreichen war. Im Jahre 1830 stürzte der Bergfried (torre de homenaje) ein und riss 30 Menschen in den Tod.
- Die einschiffige Pfarrkirche San Vicente Mártir y San Sebastián erhebt sich am anderen Ende des Ortes gegenüber der Burg. Von dem romanischen Ursprungsbau ist wegen späterer Um- und Anbauten nur wenig zu sehen; im 14. und 16. Jahrhundert wurden auf der Südseite zwei Kapellen hinzugefügt. Im Jahr 1904 stürzte der Glockenturm ein und die gesamte Westseite der Kirche wurde im neoromanischen Stil wiederaufgebaut. Die Überreste des zerstörten romanischen Portals der Kirche gelangten in das Museum The Cloisters in New York; sie wurden dort zusammengesetzt und ergänzt (Foto siehe Weblink).

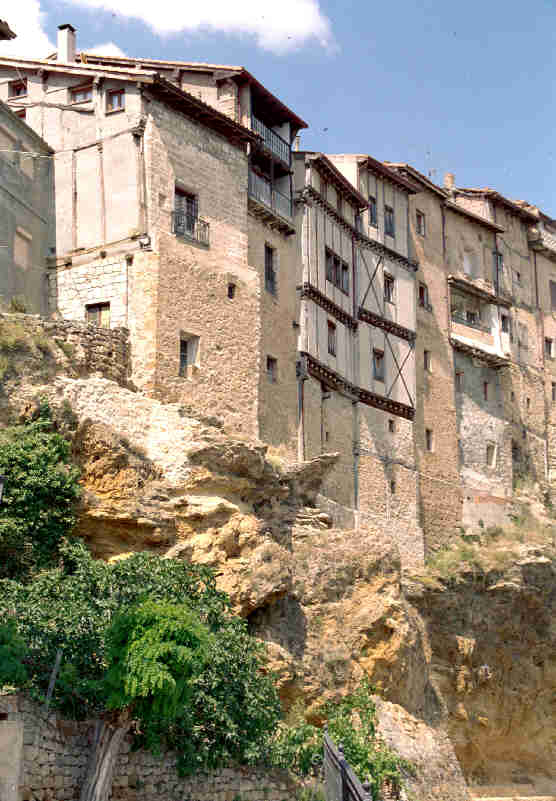
Frías – hängende Häuser (casas colgadas)
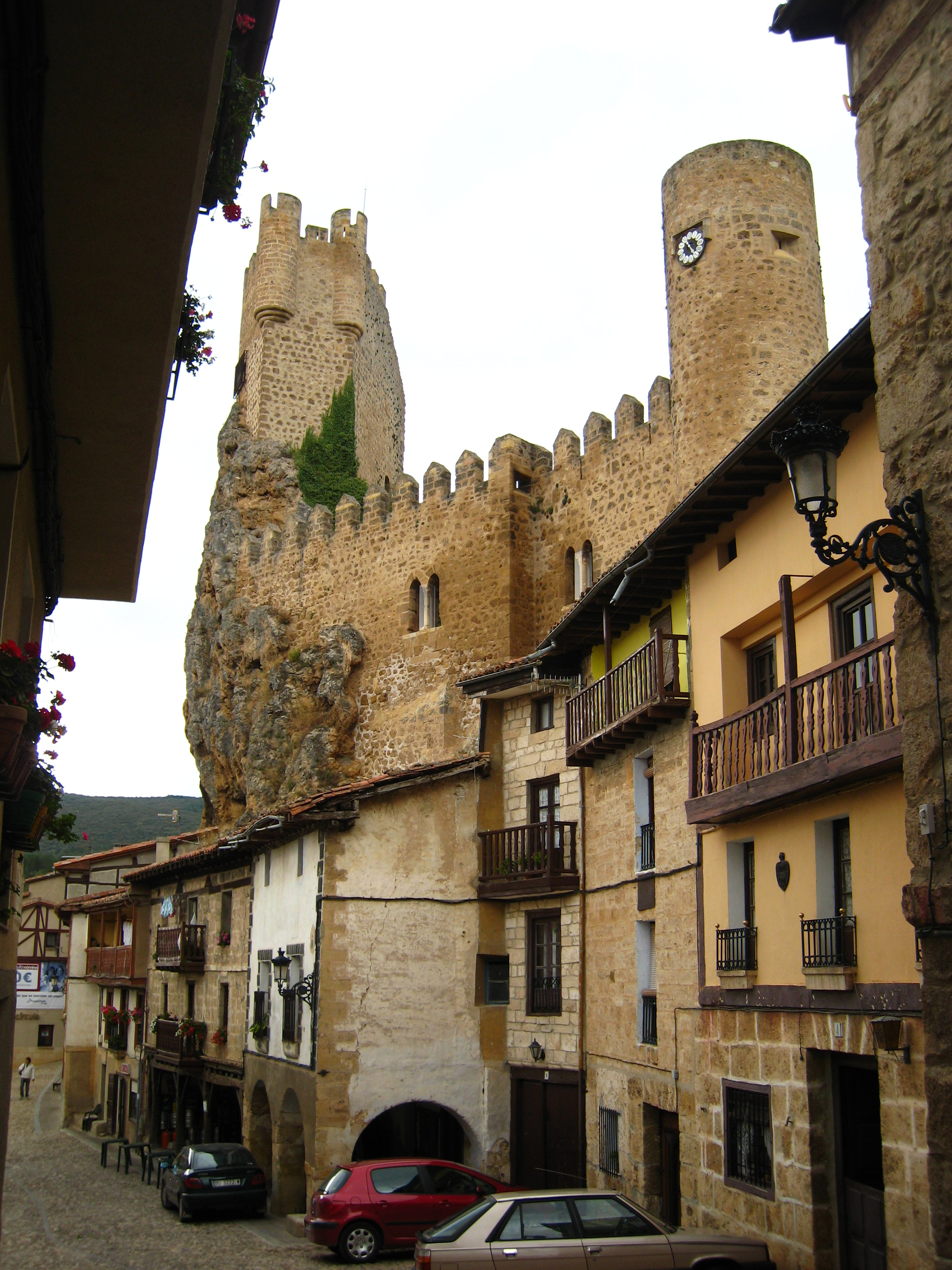
Straße mit Blick auf die Burg
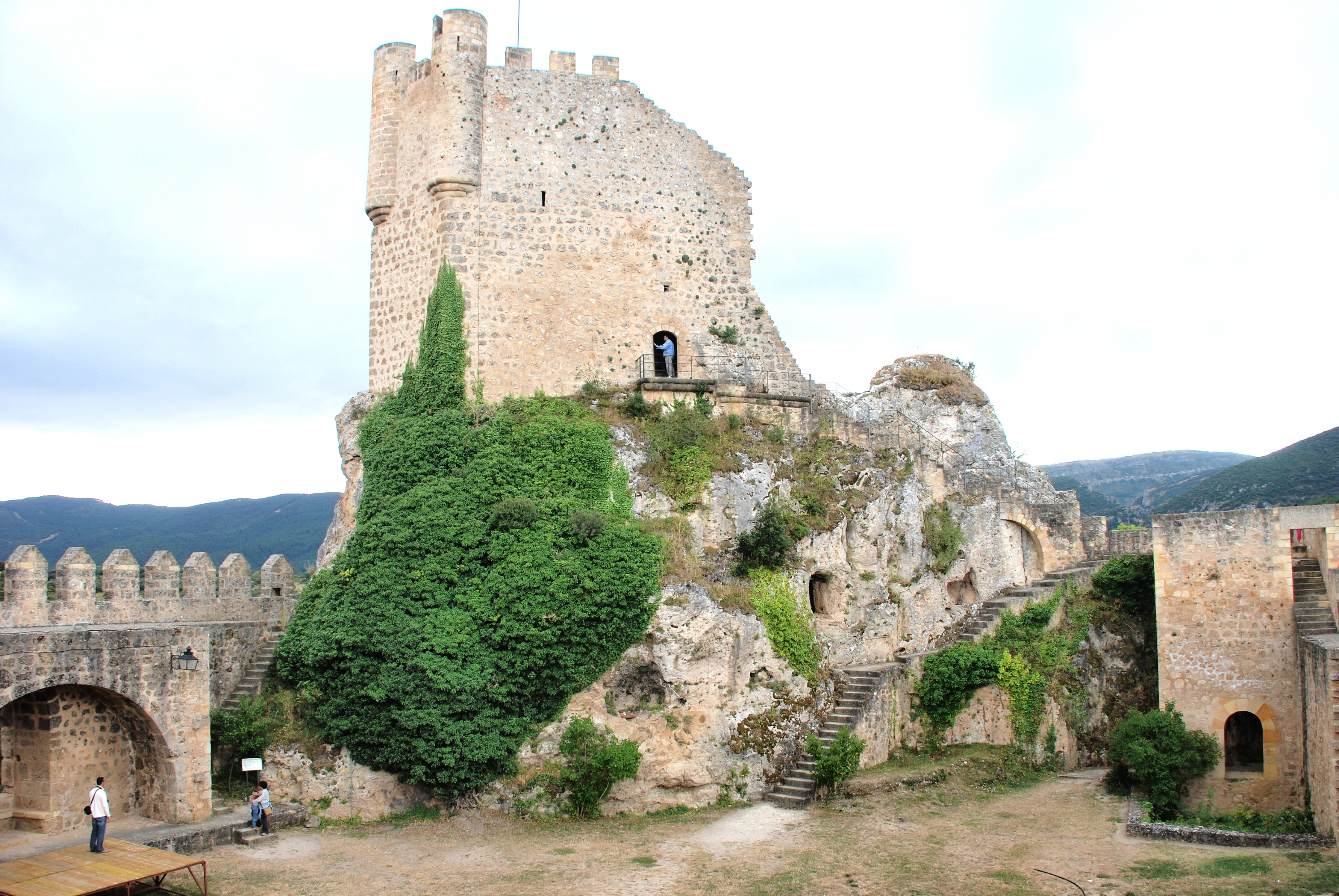
Burghof
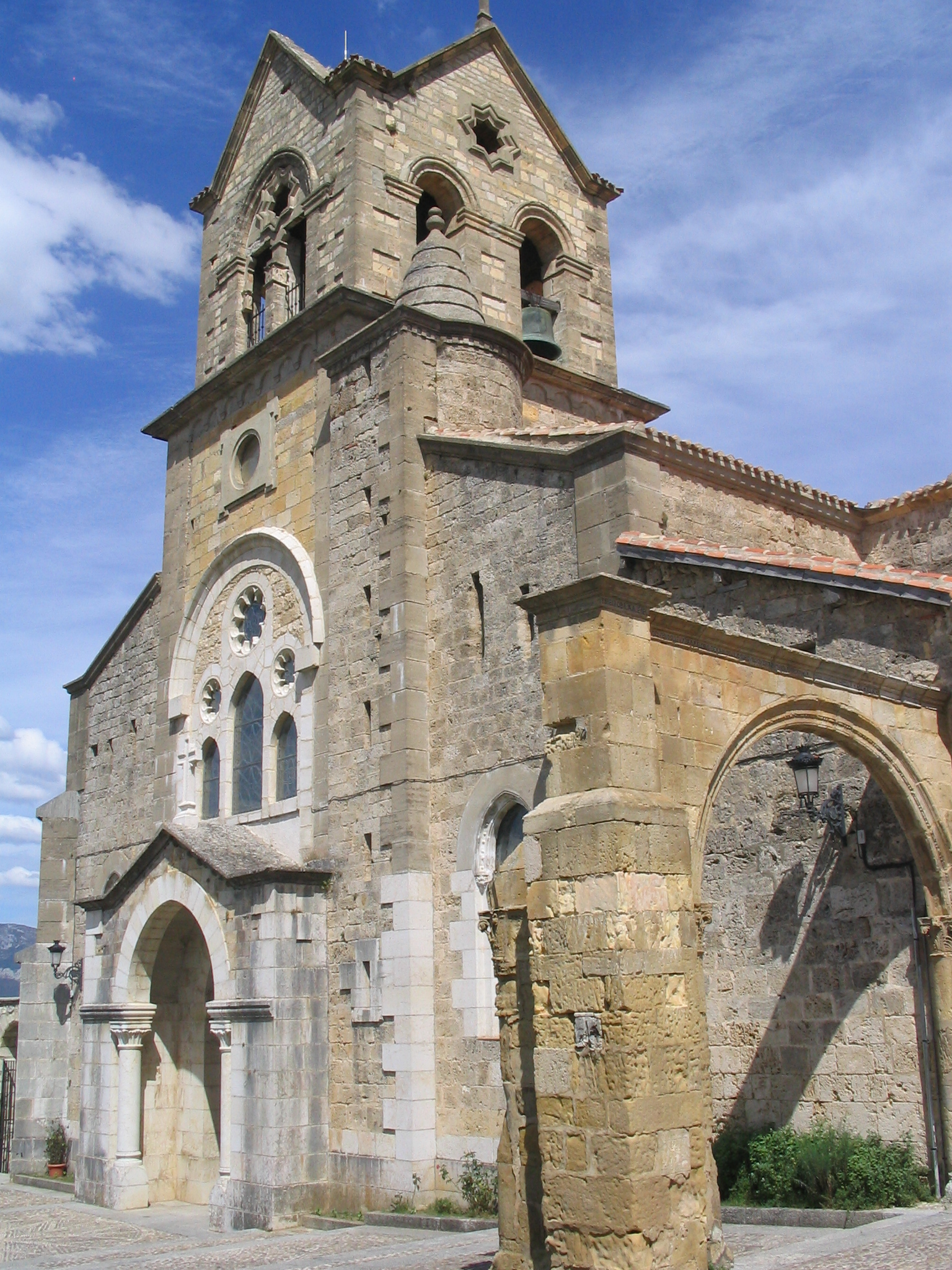
Kirche San Vicente Mártir y San Sebastián

Umgebung
Außerhalb des Ortskerns stehen weitere Kirchen und andere Bauten:
- Der 1219 gegründete Augustinerkonvent Convento de Santa María de Vadillo wurde später zu einem Hospital umfunktioniert und im 19. Jahrhundert im Rahmen der Desamortisation des Kirchenbesitzes aufgelöst.
- Die im 13. Jahrhundert im Übergangsstil von der Romanik zur Gotik errichtete Kirche San Vítores hat einen Glockengiebel im Westen; das Eingangsportal befindet sich auf der Südseite.
- Der Franziskanerkonvent (Convento de San Francisco) stammt aus dem 14. Jahrhundert und diente lange Zeit auch zu Wohnzwecken.
- Wegen ihrer Länge von 143 Metern berühmt ist die neunbogige mittelalterliche Brücke über den Ebro. Sie wurde mehrfach ausgebessert und erhielt im 14. Jahrhundert einen Turm, der die Eintreibung des Brückenzolls erleichterte. Die Brückenpfeiler sind an der stromaufwärts gelegenen Seite angespitzt um Treibgut (Baumstämme) abzulenken.
- Im Tal des Río Molinar steht ein – in Spanien eher seltenes – überdachtes Waschhaus (lavadero) aus dem 18. oder 19. Jahrhundert.
- Eine ca. vier Kilometer lange Wanderung durch das Tal des Río Molinar führt zum Weiler Tobera mit seiner mittelalterlichen Bogenbrücke, einer Wegkapelle aus dem 17. Jahrhundert und der einschiffigen, an eine Felswand geschmiegten Einsiedlerkirche (ermita) Santa María de la Hoz, die in wesentlichen Teilen aus dem 13. Jahrhundert stammt.

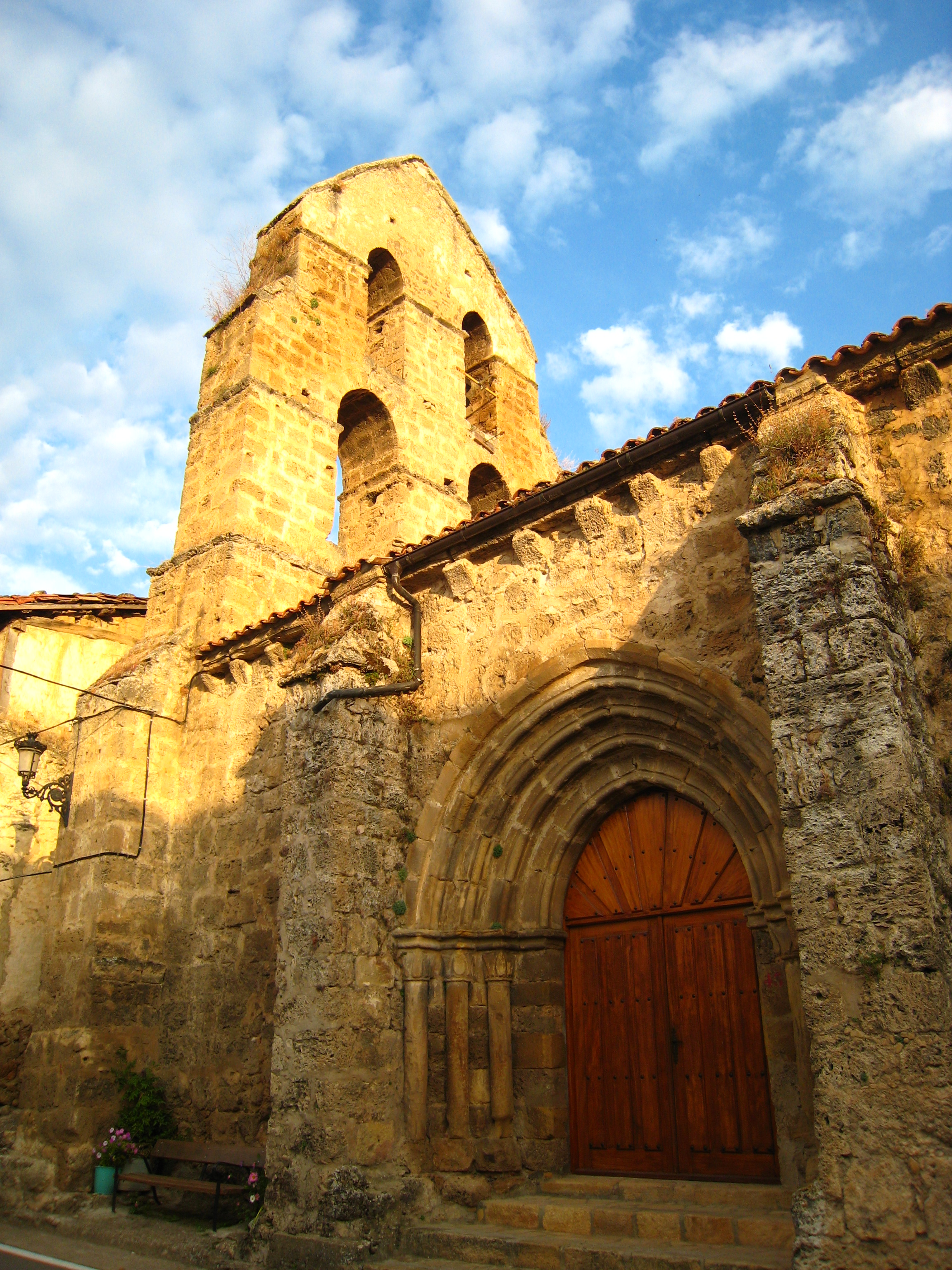
Kirche San Vitores
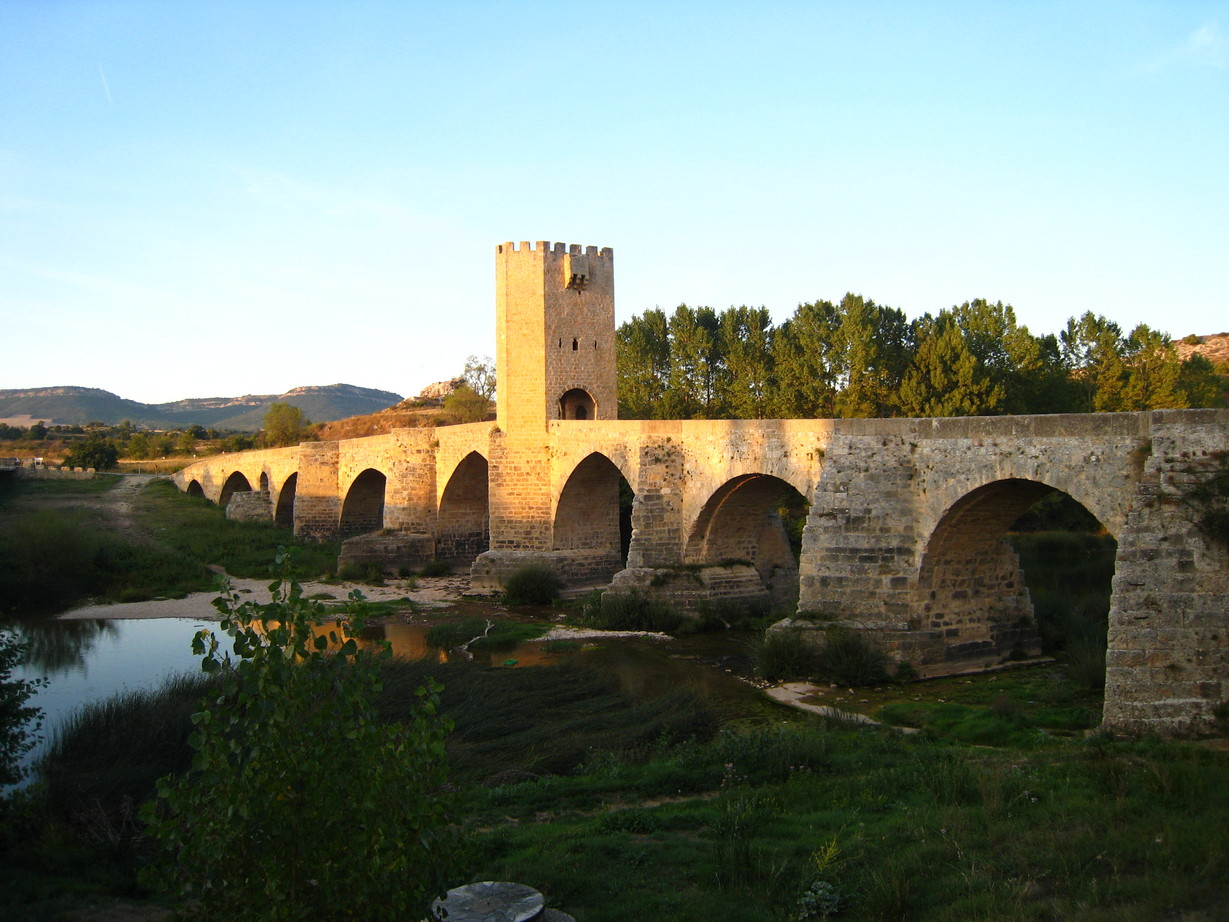
Brücke über den Ebro
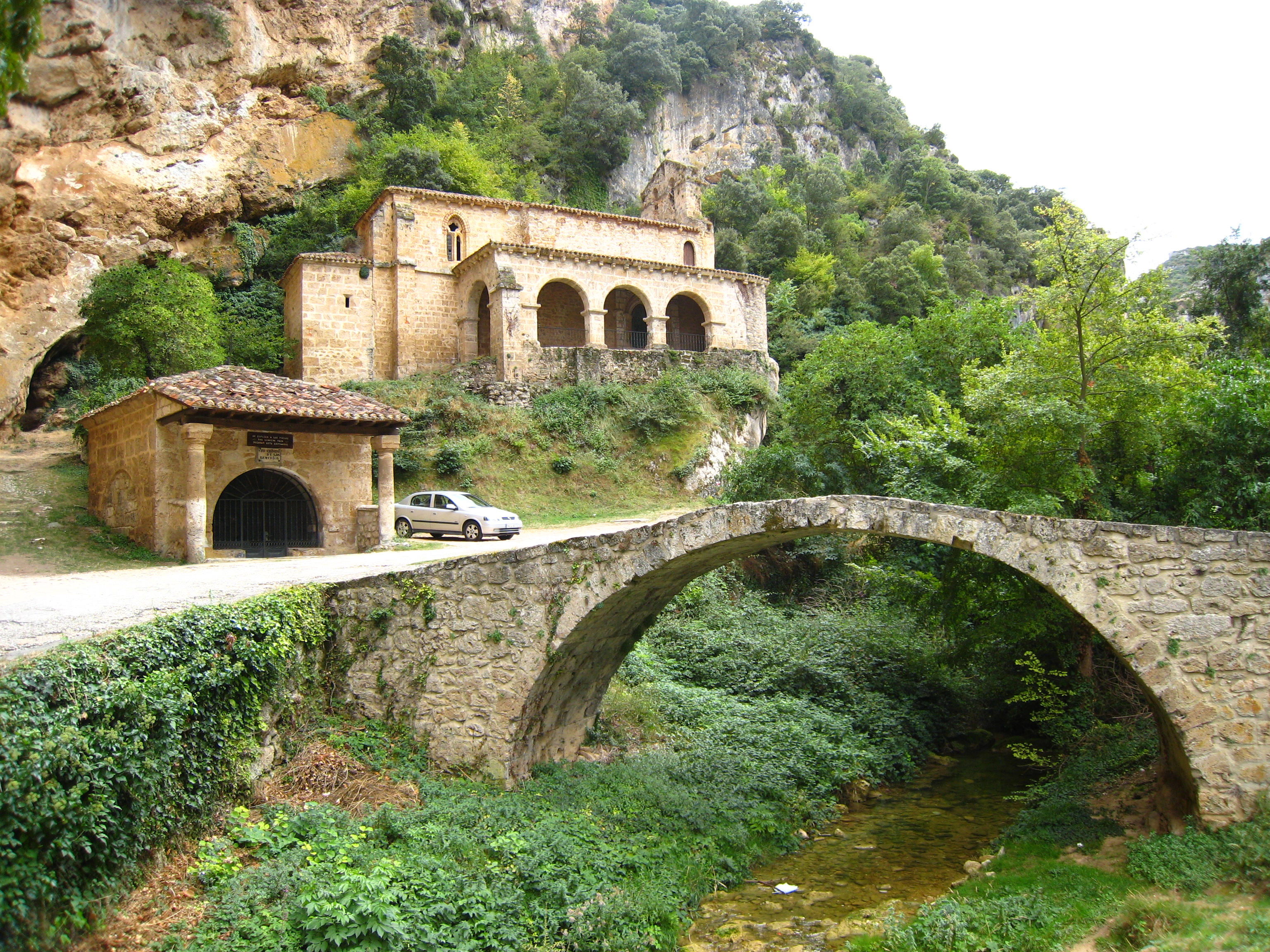
Einsiedlerkirche (ermita) Santa María de la Hoz